# St James Park
Il St James Park è uno stadio di calcio situato ad Exeter ed è la casa dell'Exeter City. Lo stadio è servito dalla stazione ferroviaria di St. James Park, che è proprio accanto al campo con la linea che corre dietro la tribuna (È stato adottata dal club che contribuisce al suo mantenimento, dalle comunità le sue ringhiere sono state dipinte in rosso e bianco della striscia di Exeter).
L'attuale capacità di St James Park è 8.830, ma il record di presenze è 20.984, quando l'Exeter City perse 4-2 con il Sunderland in un ritorno di FA Cup nel 1931.

## Storia
Nel 1654 il terreno era di proprietà di Lady Anne Clifford che l'ha affittato per suini da ingrasso. Il ricavato è andato a costituire un ente di beneficenza per pagare l'apprendistato di un bambino povero della parrocchia di Santo Stefano, un accordo che avrebbe dovuto essere rinnovato "ogni anno alla fine del mondo". I suini erano residenti per quasi 250 anni e in tempi più tardi, sono stati raggiunti da altri inquilini di fama bassa ed è stata anche sede dell'Exeter United F.C.. Nel 1904, il terreno è stato affittato alla neonata Exeter City FC con il nuovo contratto che prevedeva che "nessun serragli, spettacoli, circhi e rotatorie a vapore" dovevano essere ammessi nei locali.
I primi giorni, alcuni club, visitando il campo, si lamentarono sostenendo che il terreno non avesse la lunghezza prevista dal regolamento, e sia Stoke City F.C. (nel 1909) che Reading F.C. (1910) si rifiutarono di giocare in questo campo in occasione dell'FA Cup, anche se la questione venne risolta nel 1920 quando il club acquistò la zona est del terreno, in modo che fosse stato possibile estendere il campo e costruire il grande stand della Banca.
Nel 1921 il club è stato in grado di acquistare il sito, grazie ai fondi raccolti attraverso la vendita record di Dick Pym al Bolton Wanderers F.C., e ha proceduto a sviluppare il campo, con l'aggiunta di un tetto per la stand Stalla e nel 1926 con la ricostruzione della Tribuna distrutta da un incendio l'anno precedente.

### Moderno sviluppo
Nel 1994 il club ha avuto difficoltà finanziarie e il terreno è stato venduto a Beazer Homes, in seguito acquistati dal Consiglio di Exeter che l'ha dato in uso al club. La finanza era migliorata nel 1996 e la società ha iniziato a ristrutturare il St James Park, la ricostruzione del grande stand della Banca (2000) e la sostituzione della gradinata con una tribuna con posti a sedere (2001). Il vicino ex St. James fu ristrutturato e trasformato in scuola e in nuovi uffici, un centro sociale e per ospitalità aziendale, conferenze e banchetti.
Difficoltà finanziarie, incluso il debito di ristrutturazione dello stadio Mowlem, hanno causato la riqualificazione dei piani in attesa, ma le questioni hanno continuato a diminuire, e si conclude con l'episodio più traumatico del club alla fine della stagione 2002/03, quando la polizia fece irruzione nella sede del club e che costrinse il presidente, la moglie e il vicepresidente ad andare al commissariato della città per un interrogatorio. Nello stesso anno il Supporters Trust ha rilevato giorno per giorno che la situazione finanziaria stava per migliorare.
Nel 2005, grazie soprattutto al guadagno ottenuto dal 3 turno di FA Cup all'Old Trafford l'anno precedente, il club è uscito dall'amministrazione controllata e il Supporters Trust ha cominciato di nuovo a lavorare per la riqualificazione del suolo. Nel frattempo, gran parte della manutenzione di piccole dimensioni e la riparazione è stata effettuata da una forza lavoro volontario di appassionati organizzati dalla Trust, usando le risorse donate da imprese locali.
Nel 2018 è stata inaugurata la nuova tribuna intitolata ad Adam Stansfield.

## Partite internazionali
St James Park ha ospitato il suo primo match internazionale il 22 novembre 2006, quando l'Inghilterra femminile Under 21 ha affrontato la Francia in una partita amichevole. La partita terminò 1-1.
Lo stadio ha ospitato anche il match tra l'Inghilterra C contro il Galles il 20 febbraio 2008, che l'Inghilterra ha vinto 2-1.